# 内閣記者会
内閣記者会（ないかくきしゃかい）は、内閣総理大臣官邸（首相官邸）の記者クラブ。特に永田クラブの名称も用いられる。

## 構成
内閣記者会は、日本新聞協会加盟の新聞社、通信社、放送局の記者で構成される。2023年（令和5年）7月6日時点での正会員は100社336人で、常勤19社と他の非常勤の社からなる。
内閣記者会常勤19社の内訳は、新聞社11社（読売、朝日、毎日、日経、産経、北海道、東京、京都、中国、西日本、ジャパンタイムズ）、放送局6社（NHK、日テレ、テレ朝、TBS、テレ東、フジ）、通信社2社（共同、時事）。
外国報道機関については正式会員加盟は認められていないが、オブザーバー（非会員）として大臣や次官の会見には出席しうる（ただし、ブリーフィングや懇談への出席は認められていない）。

## 記者会見
官邸の記者会見場では前方に常勤19社の記者席があり、このうち内閣記者会幹事社の席は会見者の直前に設けられている。後方の記者席は、2023年6月13日現在、内閣記者会（非常勤を含む）から抽選で19人、外国記者、専門紙、雑誌、ネット、フリーランスから抽選で10人が当てられている。
新型コロナウイルス感染症の流行前は、官邸の会見場には114席が配置されていたが、実質的な人数制限はなく約130人に達した会見もあった。しかし、新型コロナウイルス感染症の流行後、2020年4月7日の首相会見からは常勤19社からは記者各1人とし、非常勤社や外国プレス、フリー記者からの抽選も10人に絞って計29席となった。また官房長官会見も同年4月8日から最大23席に制限された。
2023年（令和5年）5月の新型コロナウイルス感染症の感染症法上の分類の5類移行後、記者席は首相会見では常勤19席と抽選29席の計48席、官房長官会見では常勤19席と抽選24席の計43席となっている。
首相会見では、首相冒頭発言の後、内閣記者会の幹事社による代表質問を行い、その後、非常勤社や外国プレス、フリー記者を含めた質問を行う。質問記者は内閣広報官が指名する。常勤19社の中でも各社で質問指名回数に差があり、問題点として指摘されている。